# Nati nel 1165
| Questa pagina contiene informazioni ricavate automaticamente dalle voci biografiche con l'ausilio del template Bio e di un bot. L'aggiornamento è periodico e automatico e ricostruisce completamente la pagina. Se manca una persona in questa lista, sei pregato di non aggiungerla, ma accertati piuttosto che la sua voce biografica contenga il template Bio e che i dati anagrafici siano correttamente compilati. Se il template Bio manca, inseriscilo tu stesso o, in alternativa, metti l'avviso {{tmp\|Bio}} che ne segnala la mancanza. Se i dati riportati sono sbagliati, correggi direttamente la voce biografica; le modifiche saranno visibili in questa lista entro pochi giorni. Per chiarimenti vedi il progetto biografie. La lista contiene solo le 16 persone che sono citate nell'enciclopedia e per le quali è stato implementato correttamente il template Bio. Pagina aggiornata al 10 ago 2025. |

- 28 luglio - Ibn Arabi, filosofo, mistico e poeta arabo († 1240)
- 21 agosto - Filippo II di Francia, re († 1223)
- 1º novembre - Enrico VI di Svevia, sovrano († 1197)
- Alberto di Riga, arcivescovo cattolico e politico tedesco († 1229)
- Yehuda Alharizi, poeta spagnolo († 1225)
- Blacatz, trovatore francese († 1235)
- Enrico I di Brabante, condottiero tedesco († 1235)
- Giovanna d'Inghilterra, regina († 1199)
- Riccardo I Orsini, nobile italiano († 1197)
- Philippe de Plaissis, cavaliere medievale francese († 1209)
- Rambaldo di Vaqueiras, trovatore e militare francese († 1207)
- Ruben II d'Armenia, principe († 1170)
- Shizuka Gozen, danzatrice giapponese († 1211)
- Simone Stock, santo e religioso inglese († 1265)
- Raoul de Houdenc, poeta francese († 1230)
- Sofia di Savoia, nobildonna italiana († 1202)